# Bogowie i potwory
Bogowie i potwory (ang. Gods and Monsters) – amerykańsko-brytyjski film biograficzny o życiu Jamesa Whale’a, reżysera znanego z Frankensteina i Narzeczonej Frankensteina. Film wyreżyserował w 1998 r. Bill Condon na podstawie powieści Christophera Brama Ojciec Frankensteina.

## Fabuła
Fabuła filmu i książki jest spekulacją na temat ostatniego okresu w życiu reżysera, który 15 lat wcześniej opuścił Hollywood żyjąc z dala od filmowego świata. Starzeje się, przeszedł poważny udar mózgu, a otarcie się o śmierć przywołuje wspomnienia z dzieciństwa, z czasów I wojny światowej i czasów, gdy kręcił kasowe filmy. Jest homoseksualny. Miał w życiu wiele romansów. Mimo wieku interesuje się młodym, muskularnym Clayem, byłym komandosem, który wykonuje prace ogrodnicze w jego willi. Między mężczyznami rodzi się coś na kształt przyjaźni, z której celu Clay nie zdaje sobie do końca sprawy.

## Obsada
Źródło: Filmweb
- Ian McKellen – James Whale
- Brendan Fraser – Clayton Boone
- Lynn Redgrave – Hanna
- Lolita Davidovich – Betty
- David Dukes – David Lewis
- Kevin J. O’Connor – Harry
- Jack Plotnick – Edmund Kay
- Jack Betts – Boris Karloff
- Mark Kiely – Dwight
- Michael O’Hagan – William Whale
- David Millbern – Dr Payne
- Cornelia Hayes O’Herlihy – Księżniczka Małgorzata

## Nominacje i nagrody
- 1998:
  - Ian McKellen Złota Muszla najlepszy aktor MFF-San Sebastián
  - Bill Condon nominacja Złota Muszla MFF-San Sebastián
  - Bill Condon Złota Muszla nagroda specjalna Jury MFF-San Sebastián
  - Nagroda specjalna Saturn
- 1999:
  - Bill Condon Oscar za najlepszy scenariusz – adaptację filmową
  - Ian McKellen nominacja do Oscara w kategorii najlepszy aktor
  - Lynn Redgrave nominacja do Oscara w kategorii najlepsza aktorka drugoplanowa
  - Lynn Redgrave Złoty Glob dla najlepszej drugoplanowej roli kobiecej
  - nominacja do Złotego Globu w kategorii najlepszy film
  - Ian McKellen nominacja do Złotego Globu w kategorii najlepszy aktor w dramacie
  - Lynn Redgrave nominacja do BAFTA w kategorii najlepsza aktorka drugoplanowa
  - nominacja najlepszy film BIFA
  - Bill Condon nominacja najlepszy reżyser BIFA
  - Ian McKellen najlepszy aktor BIFA